# Damaris
Damaris Mallma Porras  (Huancayo, 26 de janeiro de 1986) é uma cantora peruana de musica folk,  especialmente de música andina contemporânea, que consiste de uma mistura entre  música tradicional (em língua quíchua) e música pop.

## Biografia
Filha da cantora Victoria de Ayacucho, mais conhecido como Saywa, começou sua carreira musical em 1993 com a idade de sete anos na Oficina de Música "Yawar". Depois estudou canto, música, teatro e dança, no Peru. 
Sua estreia como cantora deu-se em 1994 no Teatro Segura, em Lima, e depois no anfiteatro de Miraflores e da Universidade Maior de São Marcos. Damaris também participou em grupos do Peru, como Yawar, Saywa, Tupay e os países andinos Coro Juvenil, com vinte músicos de cinco diferentes países andinos. Em 2008, ganhou o Folk Festival da Canção de Viña del Mar.